# Klarvattendammen
Klarvattendammen är en sjö i Östhammars kommun i Uppland och ingår i Norrströms huvudavrinningsområde. Sjön har en area på 0,104 kvadratkilometer och ligger 24 meter över havet.

## Delavrinningsområde
Klarvattendammen ingår i det delavrinningsområde (667465-161221) som SMHI kallar för Utloppet av Dannemorasjön. Medelhöjden är 29 meter över havet och ytan är 22,14 kvadratkilometer. Räknas de 11 avrinningsområdena uppströms in blir den ackumulerade arean 201,37 kvadratkilometer. Fyrisån som avvattnar avrinningsområdet har biflödesordning 3, vilket innebär att vattnet flödar genom totalt 3 vattendrag innan det når havet efter 134 kilometer. Avrinningsområdet består mestadels av skog (41 procent), öppen mark (13 procent) och jordbruk (22 procent). Avrinningsområdet har 2,6 kvadratkilometer vattenytor vilket ger det en sjöprocent på 11,8 procent. Bebyggelsen i området täcker en yta av 0,63 kvadratkilometer eller 3 procent av avrinningsområdet.